# Бунгакудза
Бунгакудза (яп. 文学座 Бунгакудза, «литературный театр») — один из трёх ведущих (классических) японских театров жанра сингэки. Бунгакудза — единственный довоенный театр этого жанра, а также единственный «левый» театр, деятельность которого не запрещали на всём протяжении Второй мировой войны.

## История
Основан в 1937 году японскими драматургами Кунио Кисидой, Мантаро Куботой и Тоёо Иватой. В 1938 году при театре был учреждён исследовательский институт. В 1940 году по приказу властей закрылись два других «левых» театра, Синкё и Малый театр Цукидзи, их руководство было арестовано; в то же время Кисида согласился стать главой отдела культуры Ассоциации помощи трону.
В разные годы в состав труппы, известной большой текучестью кадров, входили многие выдающиеся японские актёры и драматурги. В их числе Кёко Кисида, Хироси Акутагава, Харуко Сугимура, Като Митио и Юкио Мисима. Кризисным для театра стал 1963 год, когда сначала в январе его покинули 29 ведущих актёров, а затем в ноябре разразился политический скандал, связанный с исключением из репертуара пьесы «Кото радости»: тогда из театра ушло ещё 14 человек, включая и автора пьесы, которым был Мисима.

## Репертуар
В репертуаре театра пьесы современных японских драматургов, классические пьесы Шекспира, Мольера, Чехова, а также постановки по произведениям Теннесси Уильямса, Нила Саймона и других авторов.
В послевоенные годы при театре было открыто «Ателье» — экспериментальный центр для авангардных постановок, включая театр абсурда, экзистенциалистские драмы и театр андеграунда. В «Ателье» ставятся спектакли по пьесам Камю, Сартра, Беккета, Пинтера, Арнольда Вескера, Джона Осборна и других, а также на протяжении многих лет поддерживаются тесные контакты с японскими драматургами-авангардистами (Цука Кохэй, Кунио Симидзу, Тадао Канасуги и др.), что делает «Бунгакудза» уникальным среди японских театров.